# Sluga (priimek)
Sluga je priimek več znanih Slovencev:
- Alojzij Sluga (*1945), strojnik, univ. prof.
- Ana Sluga (*1981), slikarka
- Avguštin Sluga (1753—1842), duhovnik in organizator šolstva
- Borut Sluga, fotograf?
- David Sluga (*1971), igralec in odvetnik
- Dejan Sluga, fotografski galerist (umet. zgod.)
- Franc Sluga (1909—1982), kmet, član organizacije TIGR in partizan
- Franci Sluga (1948—2023), tekstilni tehnolog, univ. prof.
- Glenda Sluga, zgodovinarka, univ. prof. (Avstralija)
- Ivanka (Sluga) Škof (1934—2014), knjižničarka, pisateljica, učiteljica (Avstralija)
- Janez Sluga (*1933), stomatolog protetik
- Janja Sluga (*1974), političarka
- Josip Sluga duhovnik, ki ga ubil VOS v Cerknem 1944
- Jože Sluga (1909—?), šolnik, biolog
- Ludvik Sluga (1917—1944), duhovnik, mučenec
- Marko Sluga (*1935), zgodovinski zbiralec (zbirka na Ptuju); športnik veteran
- Matevž Sluga, igralec
- Matija Sluga, kamnosek (ok. 1670)
- Miloš Sluga (*1949), hokejist
- Stanislava Sluga - Pudobska slikarka
- Vida Sluga Zupanc, pesnica

in tujcev:
- Simon Sluga (*1993), hrvaški nogometaš